# Hamdan Al-Shamrani
Hamdan Al-Shamrani (in arabo حمدان الشمراني‎?; Gedda, 14 dicembre 1996) è un calciatore saudita, difensore dell'Al-Ettifaq e della Nazionale saudita.

## Caratteristiche tecniche
È un esterno sinistro.

## Carriera

### Club
Ha giocato nella prima divisione saudita.

### Nazionale
Con la nazionale saudita ha preso parte alla Coppa d'Asia 2019.

## Statistiche

### Presenze e reti nei club
Statistiche aggiornate al 9 settembre 2023
| Stagione          | Squadra           | Campionato        | Campionato | Campionato | Coppe nazionali | Coppe nazionali | Coppe nazionali | Coppe continentali | Coppe continentali | Coppe continentali | Altre coppe | Altre coppe | Altre coppe | Totale | Totale |
| Stagione          | Squadra           | Comp              | Pres       | Reti       | Comp            | Pres            | Reti            | Comp               | Pres               | Reti               | Comp        | Pres        | Reti        | Pres   | Reti   |
| ----------------- | ----------------- | ----------------- | ---------- | ---------- | --------------- | --------------- | --------------- | ------------------ | ------------------ | ------------------ | ----------- | ----------- | ----------- | ------ | ------ |
| 2016-2017         | Al-Ahli           | SPL               | 0          | 0          | -               | -               | -               | AFC                | 3                  | 0                  |             | -           | -           | 3      | 0      |
| 2017-2018         | Al-Ahli           | SPL               | 4          | 0          | KCC             | 2               | 0               | AFC                | 3                  | 0                  |             | -           | -           | 9      | 0      |
| Totale Al-Ahli    | Totale Al-Ahli    | Totale Al-Ahli    | 4          | 0          |                 | 2               | 0               |                    | 6                  | 0                  |             | -           | -           | 12     | 0      |
| 2018-2019         | Al-Faisaly        | SPL               | 26         | 3          | KCC             | 0               | 0               | -                  | -                  | -                  |             | -           | -           | 26     | 3      |
| giu.2019          | Al-Ittihad        | -                 | -          | -          | -               | -               | -               | AFC                | 4                  | 0                  |             | -           | -           | 4      | 0      |
| 2019-2020         | Al-Ittihad        | SPL               | 25         | 4          | CCA+KCC         | 1+3             | 0               | -                  | -                  | -                  |             | -           | -           | 29     | 4      |
| 2020-2021         | Al-Ittihad        | SPL               | 17         | 0          | KCC             | 0               | 0               | -                  | -                  | -                  |             | -           | -           | 17     | 0      |
| 2021-2022         | Al-Ittihad        | SPL               | 28         | 2          | KCC             | 3               | 0               | -                  | -                  | -                  |             | -           | -           | 31     | 2      |
| 2022-2023         | Al-Ittihad        | SPL               | 12         | 1          | KCC             | 0               | 0               | -                  | -                  | -                  | SS          | 2           | 0           | 14     | 1      |
| Totale Al-Ittihad | Totale Al-Ittihad | Totale Al-Ittihad | 82         | 7          |                 | 7               | 0               |                    | 4                  | 0                  |             | 2           | 0           | 95     | 7      |
| 2023-2024         | Al-Ettifaq        | SPL               | 4          | 1          | KCC             | 0               | 0               | -                  | -                  | -                  |             | -           | -           | 4      | 1      |
| Totale carriera   | Totale carriera   | Totale carriera   | 116        | 11         |                 | 9               | 0               |                    | 10                 | 0                  |             | 2           | 0           | 137    | 11     |

### Cronologia presenze e reti in nazionale
| Cronologia completa delle presenze e delle reti in nazionale ― Arabia Saudita | Cronologia completa delle presenze e delle reti in nazionale ― Arabia Saudita | Cronologia completa delle presenze e delle reti in nazionale ― Arabia Saudita | Cronologia completa delle presenze e delle reti in nazionale ― Arabia Saudita | Cronologia completa delle presenze e delle reti in nazionale ― Arabia Saudita | Cronologia completa delle presenze e delle reti in nazionale ― Arabia Saudita | Cronologia completa delle presenze e delle reti in nazionale ― Arabia Saudita | Cronologia completa delle presenze e delle reti in nazionale ― Arabia Saudita |
| Data                                                                          | Città                                                                         | In casa                                                                       | Risultato                                                                     | Ospiti                                                                        | Competizione                                                                  | Reti                                                                          | Note                                                                          |
| ----------------------------------------------------------------------------- | ----------------------------------------------------------------------------- | ----------------------------------------------------------------------------- | ----------------------------------------------------------------------------- | ----------------------------------------------------------------------------- | ----------------------------------------------------------------------------- | ----------------------------------------------------------------------------- | ----------------------------------------------------------------------------- |
| 31-12-2018                                                                    | Abu Dhabi                                                                     | Arabia Saudita                                                                | 0 – 0                                                                         | Corea del Sud                                                                 | Amichevole                                                                    | -                                                                             | 89’                                                                           |
| 8-1-2019                                                                      | Dubai                                                                         | Arabia Saudita                                                                | 4 – 0                                                                         | Corea del Nord                                                                | Coppa d'Asia 2019 - 1º turno                                                  | -                                                                             | 82’                                                                           |
| 12-1-2019                                                                     | Dubai                                                                         | Libano                                                                        | 0 – 2                                                                         | Arabia Saudita                                                                | Coppa d'Asia 2019 - 1º turno                                                  | -                                                                             |                                                                               |
| 17-1-2019                                                                     | Abu Dhabi                                                                     | Arabia Saudita                                                                | 0 – 2                                                                         | Qatar                                                                         | Coppa d'Asia 2019 - 1º turno                                                  | -                                                                             |                                                                               |
| 5-9-2019                                                                      | Dammam                                                                        | Arabia Saudita                                                                | 1 – 1                                                                         | Mali                                                                          | Amichevole                                                                    | -                                                                             | 46’                                                                           |
| 10-9-2019                                                                     | Riffa                                                                         | Yemen                                                                         | 2 – 2                                                                         | Arabia Saudita                                                                | Qual. Mondiali 2022                                                           | -                                                                             |                                                                               |
| Totale                                                                        |                                                                               | Presenze                                                                      | 6                                                                             |                                                                               | Reti                                                                          | 0                                                                             |                                                                               |

## Palmarès
- Supercoppa saudita: 1

Al Ittihad: 2022
- Campionato saudita: 2

Al Ittihad: 2022-2023, 2024-2025
- Coppa del Re dei Campioni: 1

Al-Ittihad: 2024-2025